# Filialkirche St. Anna ob St. Lorenzen

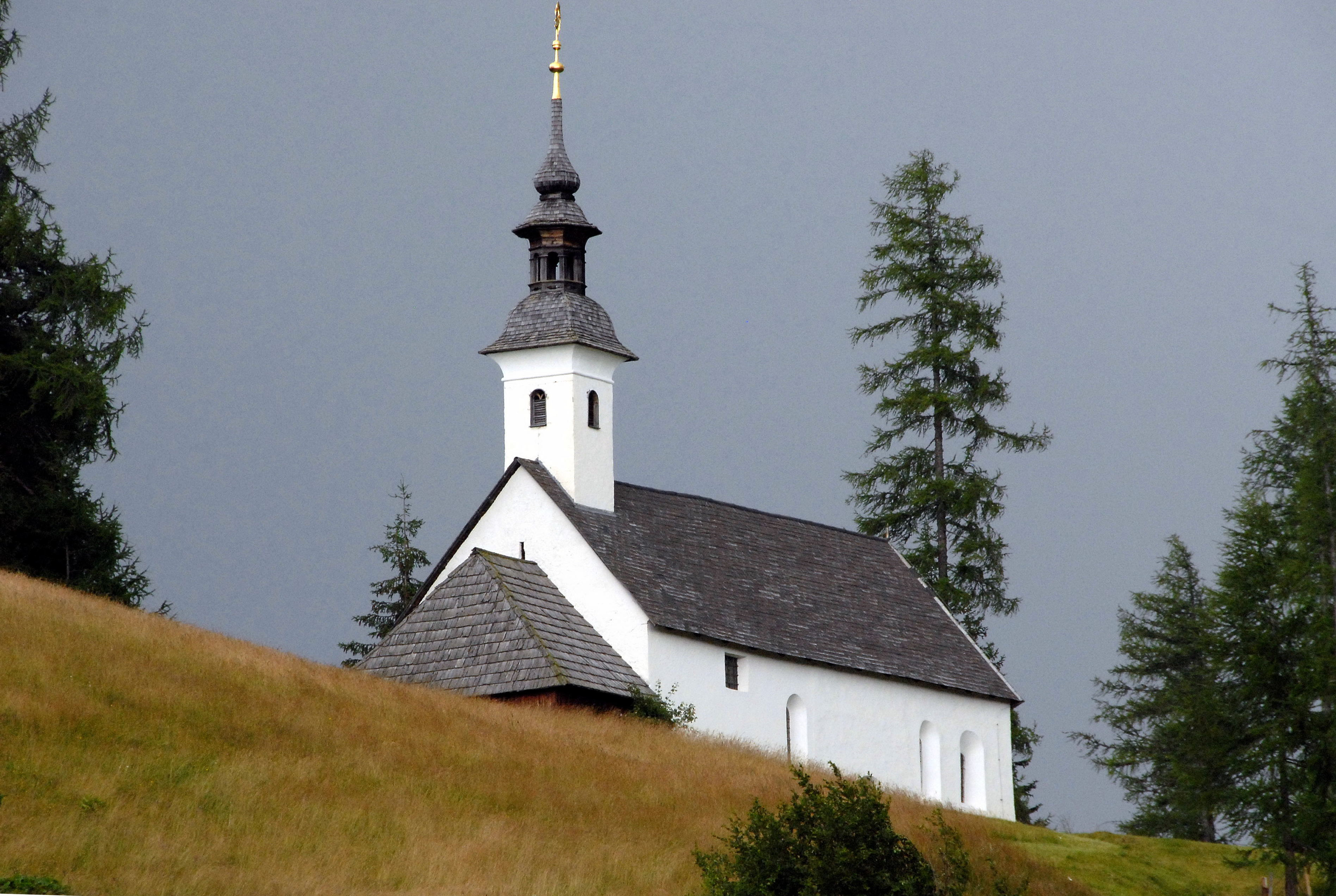

Die römisch-katholische Filialkirche St. Anna steht in 1507 Meter Seehöhe oberhalb von St. Lorenzen in der Gemeinde Reichenau und gehört zur Pfarre St. Lorenzen.

## Baubeschreibung
Das Gotteshaus ist ein gotischer, barockisierter Bau des 14. Jahrhunderts mit polygonalem Chorschluss und nordseitiger Sakristei. Ende des 18. Jahrhunderts wurde das Langhaus nach Westen verlängert, eine etwas niedriger Vorhalle angebaut und dem Kirchenschiff ein Dachreiter mit rundbogigen Schallöffnungen und einem zierlichen Zwiebelhelm aufgesetzt. Im Glockengeschoß hängt eine um 1300 gegossene Glocke. Die Fensteröffnungen des gotischen Ostteils wurden bei der Barockisierung überarbeitet, die gotische Steinrahmung blieb jedoch erhalten. Die geschlossene, hölzerne Vorhalle steht auf klassizistischen, Balusterpfeilern. Man betritt die Kirche durch ein abgefastes Kielbogenportal.
An der Flachdecke des Langhauses sind im Ostteil Spuren der schablonierten Deckenbemalung aus dem 16. Jahrhundert erhalten. Die hölzerne Westempore über zwei Holzstützen entstand im 19. Jahrhundert. Der spitzbogige Triumphbogen mit einer weit heruntergezogenen Bogenöffnung wurde mit modern gemalten Ortsteine versehen. Über dem Chor erhebt sich ein barock überarbeitetes Gewölbe, im Fünfachtelschluss eine Kuppel mit Stichkappen. Vom ehemaligen, gotischen Gratgewölbe sind noch Reste von Konsolen mit Wappentartschen vorhanden.

## Einrichtung
Der Hochaltar von 1740 zeigt im Mittelbild den Unterricht Mariens und im Aufsatzbild die Heilige Dreifaltigkeit.
Der linke Seitenaltar von 1675 besteht aus einer Ädikula über einem kleinen Sockel und einem gesprengten Giebel als Aufsatz. Das Altartblatt stellt die Kreuzigung mit Maria Magdalena dar, das Oberbild den heiligen Antonius von Padua.
Der rechte Seitenaltar von 1679 gleicht im Aufbau und im Dekor den linken. Am Mittelbild ist die Heilige Familie zu sehen, am Aufsatzbild Gottvater und die Bekrönung bildet ein Bild der Heilig-Geist-Taube. Das Schnitzkruzifix mit Maria und Johannes als Assistenzfiguren entstand um 1520.
Die Kanzel von 1725 ist mit Bildern der Berufung des Elias und der Totenmesse des Ezechiel versehen. Zur weiteren Ausstattung der Kirche zählen ein Bild der heiligen Elisabeth von Thüringen mit einem Putto, der eine Todesfackel trägt, sowie ein Kreuzigungsbild mit der Maria Magdalena aus dem 20. Jahrhundert.
Eine zu Kirche gehörende, vollplastische Anna-selbdritt-Gruppe sowie vier Altarflügelreliefs mit den Darstellungen der Verkündigung, Mariä Heimsuchung, der Geburt Christi und dem Marientod und gemalte Heiligendarstellungen an der Rückseite entstanden um 1515 in der Villacher Heinrichswerkstätte und sind heute in Verwahrung.